# Stéphane Besle
Stéphane Besle (Haguenau, 23 gennaio 1984) è un ex calciatore francese, di ruolo difensore.